# Katheryn Winnicková
Katheryn Winnicková (nepřechýleně Winnick; * 17. prosince 1977 Etobicoke) je kanadská herečka. Narodila se v rodině ukrajinských emigrantů jako Kateryna Anna Vynnycka (Катерина Анна Винницька). Byla členkou ukrajinské skautské organizace Plast, od dětství provozovala taekwondo a karate, má licenci bodyguarda a provozuje školu bojových umění. Absolvovala kursy herectví v newyorském William Esper Studio, v roce 1999 debutovala v seriálu Křik studentů, hrála také v seriálech Dr. House, Zákon a pořádek, Sběratelé kostí a Nikita, největší úspěch jí přinesla role Lagerthy v seriálu Vikingové, za kterou byla nominována na Canadian Screen Awards. Účinkovala také v počítačové hře Call of Duty: WWII. V roce 2002 byla oceněna na New York International Independent Film and Video Festival.

## Filmografie

### Film
| Rok  | Název                        | Role             | Poznámky            |
| ---- | ---------------------------- | ---------------- | ------------------- |
| 2001 | Biohazardous                 | Jennifer         |                     |
| 2002 | Smoking Herb                 | Marcia           |                     |
| 2002 | The It Factor                | Samu sebe        |                     |
| 2002 | Fabled                       | Liz              |                     |
| 2002 | Daddy's Little Girl          | —                | krátkometrážní film |
| 2002 | Two Weeks Notice             | Tiffany          |                     |
| 2003 | What Alice Found             | Julie            |                     |
| 2004 | 50x a stále poprvé           | Young Woman      |                     |
| 2004 | Satan's Little Helper        | Jenna Whooly     |                     |
| 2004 | Divoká jízda                 | Trish            |                     |
| 2004 | Náš čas vypršel              | Waif             | krátkometrážní film |
| 2005 | Hellraiser: Pekelný svět     | Chelsea          |                     |
| 2006 | Švédská trojka               | Olga             |                     |
| 2006 | Sexy tým                     | Chalice          |                     |
| 2006 | Lemra líná                   | Melissa          |                     |
| 2007 | Když Nietzsche plakal        | Lou Salome       |                     |
| 2008 | Hra na utrpení               | Tabitha          |                     |
| 2009 | Duše Paula Giamattiho        | Sveta            |                     |
| 2010 | Tranced                      | Cleo             |                     |
| 2010 | Night and Day                | July             | krátkometrážní film |
| 2010 | Radio Free Albemuth          | Rachel Brady     |                     |
| 2010 | Choose                       | Fiona Wagner     |                     |
| 2010 | Vrahouni                     | Vivian           |                     |
| 2010 | Láska a jiné závislosti      | Lisa             |                     |
| 2011 | Bat $#*! Crazy               | Přítelkyně       |                     |
| 2012 | Children of the Air          | Samantha Thomas  | krátkometrážní film |
| 2012 | Jako za starejch časů        | Oxana            |                     |
| 2012 | Prozření Charlieho Swana III | Ivana            |                     |
| 2013 | Loupež na úrovni             | Lola             |                     |
| 2016 | Stripped                     | Margaret Dupre   | krátkometrážní film |
| 2017 | Temná věž                    | Laurie Chambers  |                     |
| 2018 | Smrtící rychlost             | Emily Gowen      |                     |
| 2019 | Polar                        | Vivian           |                     |
| 2020 | Wander                       | Elsa Viceroy     |                     |
| 2021 | Flag Day                     | Patty Vogel      |                     |
| 2021 | Poslední výstřel             | Sarah Pennington |                     |

### Televize
| Rok       | Název                                   | Role                   | Poznámky                      |
| --------- | --------------------------------------- | ---------------------- | ----------------------------- |
| 1999      | Faktor Psí: Kronika paranormálních jevů | Suzie                  | díl: „Sacrifices“             |
| 1999      | Křik studentů                           | Holly Benson           | vedlejší role, 5 dílů         |
| 2000      | Relic Hunter                            | Roselyn                | díl: „Nine Lives“             |
| 2001      | Screech Owls                            | Brianna Styles         | díl: „Face Off“               |
| 2002      | Tracker                                 | Laura                  | 2 díly                        |
| 2002      | Zákon a pořádek: Zločinné úmysly        | Karyn Bennett          | díl: „Rozparovač“             |
| 2003      | Oz                                      | Liesel Robson          | díl: „4giveness“              |
| 2003      | Divoká karta                            | Kendall                | díl: „Hell Week“              |
| 2003      | 10-8: Officers on Duty                  | Lucy Johnson           | díl: „Lucy in the Sky“        |
| 2004      | Kriminálka Miami                        | Nicole Harjo           | díl: „Pověst nadevše“         |
| 2004      | 1-800-Missing                           | Julie Snyder           | díl: „In the Midnight Hour“   |
| 2005      | Kriminálka New York                     | Lisa Kay               | díl: „Firemní bojovníci“      |
| 2005      | Příběh Donalda Trumpa                   | Ivana Trump            | TV film                       |
| 2006      | Myšlenky zločince                       | Maggie Lowe            | díl: „Někdo se dívá“          |
| 2006      | 13 Graves                               | Amy                    | TV film                       |
| 2007      | Dr. House                               | Eve                    | díl: „Jeden den, jeden pokoj“ |
| 2007      | Osudný zlom                             | Nina Patterson         | TV film                       |
| 2007      | Law Dogs                                | Lisa Bennett           | TV film                       |
| 2008      | Zákon a pořádek                         | Sarah Shipley          | díl: „Excalibur“              |
| 2008      | Zákon a pořádek: Zločinné úmysly        | Carrie Conlon          | díl: „Víra“                   |
| 2009      | Kriminálka Las Vegas                    | Maureen Martin         | díl: „Ještě jedna (2)“        |
| 2010      | Slunečno, místy vraždy                  | Kat Russo              | díl: „Identity Crisis“        |
| 2010–2011 | Sběratelé kostí                         | Hannah Burley          | vedlejší role, 11 dílů        |
| 2011      | Za branou                               | Valerie Dorman         | díl: „Lost and Found“         |
| 2011      | Nikita                                  | Kelly                  | díl: „Partners“               |
| 2012      | Kurýr                                   | Darcy Daniels          | díl: „Krvavé diamanty“        |
| 2013–2020 | Vikingové                               | Lagertha               | hlavní role, 71 dílů          |
| 2015      | Lovci zločinců                          | Frankie Wells          | díl: „Lov“                    |
| 2019      | Zabijáci Wu                             | Christine "C.G." Gavin | hlavní role, 9 dílů           |
| 2020–2023 | Big Sky                                 | Jenny Hoyt             | hlavní role                   |